# Giulia Rulli
Pour les articles homonymes, voir Rulli.
Giulia Rulli, née le 3 juin 1991 à Rome (Italie), est une joueuse de basket-ball italienne.

## Biographie
Elle est membre de l'équipe italienne de basket-ball à trois vainqueur de la Coupe du monde de basket-ball 3×3 en 2018 et qui dispute les Jeux olympiques de Tokyo.